# Mary-River-Schildkröte
Die Mary-River-Schildkröte (Elusor macrurus) ist eine kurzhalsige Schlangenhalsschildkröte, die im australischen Mary River lebt. Sie verfügt über eine bimodale Atmung, das heißt, sie ist in der Lage, auch über die Kloake zu atmen; dabei kann sie bis zu drei Tage unter Wasser bleiben. Da sie jedoch über den Anus nicht ausreichend Sauerstoff aufnehmen kann, muss sie regelmäßig mit dem Kopf an die Oberfläche kommen.
Elusor ist eine monotypische Gattung, die zu einem sehr alten Zweig der Schildkröten gehört. Die anderen Arten dieser Gattung verschwanden im Laufe der Evolutionsgeschichte Australiens.

## Merkmale
Die Mary-River-Schildkröte ist eine der größten Schildkrötenarten Australiens. Die größten Tiere erreichen eine Panzerlänge von 42 cm. Frischgeschlüpfte Schildkröten haben eine Panzerlänge von normal 2–3 cm bis zu 5 cm. Erwachsene Mary-River-Schildkröten haben einen länglichen, schlanken Rückenpanzer, der schlicht, farbig oder gemustert sein kann. Die Farbtöne reichen von rostigem Rot bis Rotbraun und fast Schwarz. Der Bauchpanzer hat Färbungen von Cremefarben bis Blassrosa. Die Hautfärbung ist ähnlich der Schale und hat eine lachsrosane Färbung auf dem Schwanz und den Gliedmaßen. Die Iris der Augen ist in den meisten Fällen hellblau.
Ein einzigartiges Merkmal der männlichen Mary-River-Schildkröten ist der Schwanz, da er fast zwei Drittel der gesamten Panzerlänge messen kann und seitlich flachgedrückt ist. Die Männchen nutzen den Schwanz wie ein Steuer und als Antrieb wie Haie. Keine andere Schildkrötenart hat so eine Art der Fortbewegung während ihrer Evolution entwickelt. Besondere Merkmale sind auch die außergewöhnlich langen Bartfäden unter dem Unterkiefer. Die Mary-River-Schildkröte hat einen der kleinsten Köpfe unter den Schildkröten, doch sie hat die größten Hinterfüße aller Arten im Einzugsgebiet und ist dank dieser Riesenfüße relativ schnell.
Wegen der langen Verweildauer unter Wasser kommt es mitunter zu einem Algenbewuchs am Panzer bzw. Kopf der Schildkröte, einem für die Mary-River-Schildkröte charakteristischen grünen „Irokesenschnitt“. In den 1960er und 70er Jahren war sie deswegen in Australien ein beliebtes Haustier. In diesem Zeitraum wurden ca. 150.000 Exemplare von ihrem Habitat getrennt, um im Terrarium zu leben. Sie wurden deshalb als Penny Turtle oder Pet Shop Turtle bekannt. Mittlerweile ist die Art akut vom Aussterben bedroht.

## Gefährdung und Schutz
Die IUCN listet die Mary-River-Schildkröte auf der Roten Liste als gefährdet auf. Auch die Zoological Society of London führt sie in ihrem Programm EDGE of Existence (Evolutionarily Distinct and Globally Endangered) auf Platz 29 der Liste gefährdeter Reptilienarten auf und begründet dies mit der Zerstörung ihres Lebensraums sowie der Tatsache, dass diese Schildkröte frühestens im Alter von 25 Jahren geschlechtsreif ist. Das australische Umweltministerium macht die intensive Haustierhaltung der 60er und 70er Jahre für die Bedrohung der Art verantwortlich.
Australiens erste reptilorientierte, gemeinnützige Naturschutzorganisation, die Australian Freshwater and Turtle Conservation Research Association, konnte diese Art in der Gefangenschaft im Jahr 2007 züchten.